# Chthonius poseidonis
Chthonius poseidonis är en spindeldjursart som beskrevs av Giulio Gardini 1993. Chthonius poseidonis ingår i släktet Chthonius och familjen käkklokrypare. Inga underarter finns listade i Catalogue of Life.